# Cher Lloyd
Cher Lloyd (Malvern, Worcestershire, Reino Unido, 28 de julio de 1993) es una cantante británica, que saltó a la fama cuando quedó en cuarto lugar en el programa internacional The X Factor. Después, Cher Lloyd firmó un contrato con Simon Cowell, para Syco Music afiliado a la productora Sony Music.
Cher Lloyd lanzó su álbum debut titulado Sticks + Stones el 7 de noviembre de 2011 bajo el sello Sony Music, anticipando el primer sencillo «Swagger Jagger» el cual fue lanzado en junio de 2011. A pesar de haber recibido malas críticas, el sencillo encabezó la lista de sencillos del Reino Unido y llegó al puesto número 2 en la lista de sencillos de Irlanda. Su segundo sencillo «With Ur Love» con Mike Posner fue lanzado el 31 de octubre, y alcanzó el puesto número 4 en la lista de sencillos del Reino Unido, y el puesto número 5 en Irlanda. Por su parte, el álbum alcanzó el top diez en países como Reino Unido, Irlanda, y Escocia. Tiempo después lanzó el tercer sencillo «Want U Back» —con el rapero Astro en la versión original y solista en la versión para Estados Unidos— se posicionó e el número 12 en la lista estadounidense Billboard Hot 100, haciéndose así más famosa internacionalmente. También ha sacado su cuarto sencillo, "Oath", con la rapera Becky G. En 2013 saco una versión del sencillo "With Ur love" cómo solista, para su distribución en Estados Unidos. En ese mismo periodo Cher, colaboró con el artista Sean Kingston en «Rum & Raybans», con Demi Lovato en «Really Don't Care» y junto a Ne-Yo en una canción promocional de Fruttare llamada «It's All Good».
El 27 de mayo de 2014 lanzó su segundo álbum llamado Sorry I'm Late, el 1 de septiembre de 2013 lanzó «I Wish» con el rapero T.I., el cual sirve como primer sencillo de su próximo segundo álbum.
En el 2016 lanzó una canción titulada «Activated». No fue hasta el 19 de octubre de 2018 que lanzó su sencillo más reciente «None of My Business».

## Primeros años
Cher Lloyd creció en Malvern, Inglaterra con sus padres, Darren y Dina de etnia gitana y sus tres hermanos menores Sophie, Josh, y Rosie. Lloyd asistió a la escuela Dyson Perrins High School, donde estudió artes escénicas. También asistió a la escuela de artes de teatro Stagecoach.

## Carrera

### 2010: The X Factor

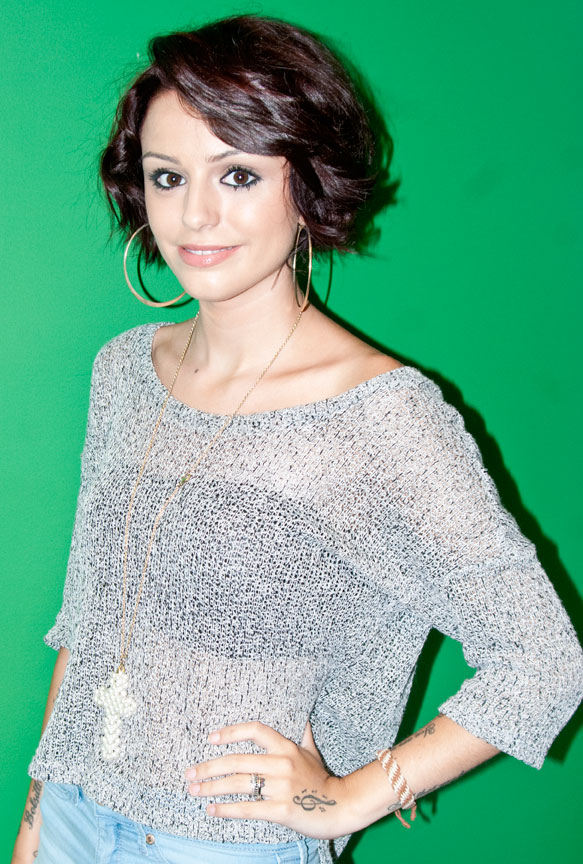
La cantante durante una visita a la estación de radio KISS FM en los Estados Unidos.

Cher Lloyd participó en la séptima edición de The X Factor UK, ya había realizado una audición para el programa The X Factor en el 2006 cuando tenía 12 años. Cantó una balada, pero no logró ingresar en el concurso. Finalmente en 2010, en su segunda audición, logró avanzar al bootcamp.
En su audición, el 9 de abril de 2010, cantó la versión de Keri Hilson, «Turn My Swag On». Obtuvo todos los votos de los jueces positivos, el comentario más acertado, fue el de Simon Cowell, quien dijo que Cher era "distinta". En el bootcamp cantó una versión rap de «Viva la vida» del grupo Coldplay, agregando letras que decían que había escrito ella misma, pero esto fue disputado y los informes dijeron que ella lo tomó de una canción del rapero Swizz Beatz, además de otras fuentes
En la casa de los jueces actuó con la canción «Cooler Than Me», pero sufría de amigdalitis y no pudo terminar su canción. Se le dio una segunda oportunidad, pero rompió en llanto y no pudo terminar la canción. A pesar de esto, ella fue recogida todavía como una de las últimas tres cantantes por quien luego sería su mentora, Cheryl Cole.
Cher cantó una versión de «Just Be Good To Me» en el primero de los shows en vivo, la presentación fue acreditada por los jueces. En el segundo show en vivo cantó «Hard Knock Life (Ghetto Anthem)», la cual no fue acreditada por Dannii Minogue, quien dijo que había disfrutado de cada riesgo que había tomado antes, pero que esa noche no estaba segura. En el tercer show en vivo, cantó un mashup de «No Diggity» y «Shout», lo cual logró la acreditación por parte de Dannii Minogue, y en el cuarto show en vivo cantó «Stay». Ésta fue la primera vez en la que Lloyd no presentó un rap en su actuación, y Simon Cowell incluso lo llamó "La presentación de la temporada entera". En la quinta semana, Lloyd cantó «Empire State of Mind» de Alicia Keys, la cual fue acreditada por todos los jueces, a excepción de Cowell, quien dijo que tenía un aire de imitación. Sin embargo, Cowell coincidió en que, con su interpretación «Sorry Seems to Be the Hardest Word» mezclado con «Mockingbird», de Elton John y Eminem, respectivamente, ella estaba "100% de regreso en el juego", esto se dio en la semana número 6. En la séptima semana, Lloyd hizo una presentación «Imagine», lamentablemente, esta semana, Cher terminó en una de las dos peores posiciones, por lo cual pasó a la fase de "Canta para sobrevivir", no obstante Cowell, Cole y Walsh la salvaron en el enfrentamiento final, resultando que Paije Richardson fue eliminado. En la semana siguiente Lloyd realizó «Girlfriend», seguido de «Walk This Way». La primera actuación fue acreditada por los jueces, aunque en la segunda, Dannii Minogue mencionó acerca de un problema con la música, esa semana fue salvada por el voto del público a la noche siguiente, asegurando su posición en la semifinal. Ya en la instancia de la semifinal, Lloyd realizó «Nothin' on You» y «Love the Way You Lie», Minogue dijo que para su primera presentación de la noche, la canción no pudo mostrar completamente su voz y en la segunda presentación mencionó que Lloyd no había llegado a las notas que ella habría querido escuchar, esa semana estuvo en los dos posiciones inferiores con Mary Byrne. Ella fue salvada por los jueces de nuevo y pasó a la final, a pesar de que las estadísticas de votación después del espectáculo revelaron que Lloyd tenía el menor número de votos. En la final realizó un mash-up de «The Clapping Song» y «Get Ur Freak On», seguido por un dúo con will.i.am, que hizo un mashup de «Where Is the Love?» y «I Gotta Felling. Ella finalizó su transcurso en el programa en la etapa del día sábado de la final.

### Presentaciones enThe X Factor
A continuación las presentaciones de Cher Lloyd durante su transcurso en The X Factor.
| Presentación                      | Canción                                                                                                | Tema                                             | Resultado                                                               |
| --------------------------------- | --- | ------------------------------------------------ | ----------------------------------------------------------------------- |
| Audición                          | "Turn My Swag On" (versión de Keri Hilson)                                                             | Libre decisión                                   | Pasó a Bootcamp                                                         |
| Bootcamp                          | "Viva La Vida"                                                                                         | Libre decisión                                   | Pasó a la casa de los jueces                                            |
| Casa de los jueces                | "Cooler Than Me"                                                                                       | Libre decisión                                   | Ingresó a la competencia y los shows en vivo.                           |
| Semana 1                          | "Just Be Good to Me"                                                                                   | Single Número Uno                                | Pasó a la siguiente ronda                                               |
| Semana 2                          | "Hard Knock Life (Ghetto Anthem)"                                                                      | Héroes                                           | Pasó a la siguiente ronda.                                              |
| Semana 3                          | "No Diggity" / "Shout"                                                                                 | Placer Culpable                                  | Pasó a la siguiente ronda.                                              |
| Semana 4                          | "Stay"                                                                                                 | Halloween                                        | Pasó a la siguiente ronda.                                              |
| Semana 5                          | "Empire State of Mind"                                                                                 | Himnos de América                                | Pasó a la siguiente ronda.                                              |
| Semana 6                          | "Sorry Seems to Be the Hardest Word"/"Mockingbird"                                                     | Canciones de Elton John                          | Pasó a la siguiente ronda.                                              |
| Semana 7                          | "Imagine"                                                                                              | Canciones de The Beatles                         | Queda entre los dos menos votados.                                      |
| Canta para Sobrevivir (Semana 7)  | "Stay"                                                                                                 | Libre decisión (sin tema)                        | Salvada por la decisión de los jueces.                                  |
| Semana 8                          | "Girlfriend" "Walk This Way"                                                                           | Rock                                             | Pasó a la siguiente ronda.                                              |
| Semifinal                         | "Nothin' on You" "Love the Way You Lie / Love the Way You Lie (Part II)"                               | Canciones para tener un puesto en la gran final. | Queda entre los dos menos votados.                                      |
| Canta para Sobrevivir (semifinal) | "Everytime"                                                                                            | Libre decisión (sin tema)                        | Enviada a la final por la decisión de los jueces.                       |
| Final                             | "The Clapping Song" / "Get Ur Freak On" "Where Is the Love?" / "I Gotta Feeling" (dueto con Will.i.am) | Libre decisión (sin tema) Dueto con celebridades | Queda eliminada de la competencia por el voto del público en 4.º lugar. |

### 2011 - 2012: Sticks + Stones
Después de la final se anunció que Cher había firmado con Syco Music. El compositor de otoño, Rowe y el productor RedOne trabajó en su álbum de debut, programado para su estreno en noviembre de 2011. El primer single, «Swagger Jagger», recibió su primer Airplay el 20 de junio, después de que se había filtrado en Internet el 15 de junio. Sin embargo, esta versión fue confirmada más tarde, ya que la demostración de la pista fue lanzada en el Twitter de Cher. El sencillo fue lanzado el 31 de julio de 2011 y alcanzó el puesto número uno en la lista de sencillos del Reino Unido el 7 de agosto de ese mismo año.
El 28 de julio de 2011, Lloyd preestrenó cinco canciones de su próximo álbum durante una sesión de Ustream, incluyendo pistas con artisas como Busta Rhymes, Mike Posner, Ghetts, Mic Righteous y Dot Rotten. Cher confirmó en Twitter que «With Ur Love» iba a ser lanzado como su segundo sencillo. Finalmente fue lanzado el 30 de agosto de 2011. El sencillo recibió su primera emisión radiofónica el 21 de septiembre y el vídeo musical se estrenó el 1 de octubre de ese año.
El sencillo vendió 74,030 copias en su primera semana convirtiéndose en cuarto más vendido, ya que «Only Girl (In the World)» de Rihanna lo superó porque vendió 74,248 copias en octubre de 2010. Lloyd confirmó el título del álbum «Sticks + Stones» en su Twitter. El álbum fue lanzado el 7 de noviembre de 2011. El álbum alcanzó el número cuatro1 y ha vendido más de 250,000 copias en el Reino Unido a partir de su lanzamiento.
El 21 de noviembre de 2011, Cher anunció su gira debut por el Reino Unido llamada «Stick + Stones Tour», prevista para marzo y abril de 2012. Para diciembre de 2011, dos fechas más se han añadido debido a la gran demanda de entradas. «Sticks + Stones» sería lanzado en el 2012, a través de Epic Records en los Estados Unidos, el 13 de diciembre junto a un vídeo musical para «Dub on the Track», en el micrófono con artistas como Mic Righteous, Dot Rotten y Ghetts, que también aparecen en el vídeo adjunto, se estrenó en SBTV. La canción no va a servir como el tercer sencillo.
En diciembre de 2011, Cher Lloyd firmó un contrato discográfico con LA Reid para Epic Records en los Estados Unidos. «Want U Back» fue confirmado como el tercer sencillo del álbum. La única versión cuenta con la voz de rapero estadounidense Astro y se dio a conocer el 19 de febrero de 2012.
Después del lanzamiento del video musical, el 6 de enero de 2012, el sencillo alcanzó el puesto número veintiséis en la lista de sencillos del Reino Unido, debido a las descargas digitales del álbum. Firmó con L.A. Reid para lanzar su carrera a Estados Unidos, donde el primer sencillo en este país fue «Want U Back» que fue lanzado en abril de 2012 con un nuevo vídeo y el segundo fue «Oath». Representantes de la misma confirmaron que el último sencillo de Lloyd sería «With Ur Love (Versión US)», el cual se estrenó el día 14 de febrero de 2013 mediante VEVO.

### 2013 - 2014: Sorry I'm Late
En enero de 2013, Lloyd anunció que será la estrella invitada en Big Time Rush. En febrero de 2013, Lloyd confirmó que está trabajando en su segundo álbum de estudio en marzo de 2013 La cantante y compositora, Demi Lovato anunció su cuarto álbum,  Demi, que incluirá una pista, "Really Don´t Care" en la cual colabora la presente. En abril de 2013, Lloyd anunció que ella y Ne-Yo han de colaborar en una nueva canción para la marca de helados Fruttare, "It's All Good". La canción fue lanzada el día martes, 18 de junio.
En el mes de agosto, asistió a los Teen Choice Awards, en este evento, reveló que en muy poco tiempo lanzaría su nuevo sencillo. Finalmente, en la semana del 26 de agosto de 2013, anunció que este se llamara  "I Wish" colaborando con el rapero T.I, siendo que el sábado de esa semana se estrenaría la canción en una central de radio. El 16 de octubre de 2013, Lloyd le dijo a Billboard que el título de su siguiente álbum sería Sorry... I'm Late. Ella explicó:
"Esto tiene dos significados. [...] Ha sido un largo tiempo desde que he hecho algo nuevo, pero para mí, es como una persona. Me refiero a que he pasado mucho tiempo tratando de descubrir quien era yo en realidad, y creo que todo el mundo pasa por eso."
En noviembre del 2013, durante una entrevista con Larry King, Lloyd confirmó que ella había dejado a Syco Music después de que ella y Simon Cowell discutieran por no estar de acuerdo en su carrera. Lloyd también confirmó que a pesar de que la fecha pactada del lanzamiento de "Sorry... I'm Late" fuera en noviembre, la tuvo que trasladar hasta principios del 2014. También remarcó: "La fecha del lanzamiento de mi álbum fue trasladada y no estoy contenta con aquello. Todo esta hecho, pero aun así seguiré yendo al estudio de grabación por el resto de la semana para tratar de encontrar un poco más de magia. [...] Se suponía que debía salir en noviembre, ahora creo que saldrá a principios del 2014." Lloyd confirmó vía Twitter que su 2.º álbum "Sorry... I'm Late" será lanzando el 27 de mayo de 2014. El álbum se estrenó dos meses después en el Reino Unido. El 2.º sencillo de su álbum fue Sirens, y se lo pudo escuchar por primera vez el 14 de marzo de 2014. A partir del 17 de marzo ya se pudo descargar vía iTunes. El álbum alcanzó la duodécima posición en la lista Billboard 200 en los Estados Unidos de América y alcanzó la posición número veintiuno en el Reino Unido; mientras que en Irlanda alcanzó solamente el puesto 58.
Siguiendo con el lanzamiento de Sorry I'm Late, a fines de 2014 se dio a conocer que Lloyd había sido removida de la página web de Epic Records dejando a entender que había sido desplazada de la discográfica. Sin embargo, a pesar de haber abandonado el sello de Epic por su propia voluntad, en noviembre del 2014 se reveló que Cher había firmado con una nueva discográfica, y que desde ese entonces ya había empezado a trabajar en su 3.er álbum de estudio.

### 2016-presente: Tercer álbum de estudio y nueva discográfica
Lloyd rompió su silencio en marzo de 2016 al publicar un video en sus páginas de medios sociales. En el vídeo, Lloyd afirma: "Sólo quiero agradecerte mucho por ser tan paciente. Ha pasado un tiempo pero definitivamente vale la pena la espera y no puedo esperar a que todo el mundo lo escuche." Lloyd declaró en una entrevista con New You Media que su tercer álbum está casi terminado. El 15 de julio de 2016, Lloyd se burló del lanzamiento de su nueva canción, "Activated", en los medios sociales; la canción se estrenó el 22 de julio de 2016. En mayo de 2017, Lloyd anunció que había firmado con ie:music.
En 2018, fue la artista invitada en la canción "4U" del productor sueco Joakim Molitor. El 19 de octubre de 2018, Lloyd lanzó el sencillo "None of My Business" junto con el video musical. El 11 de octubre de 2019, lanzó el sencillo "M.I.A". La canción será el sencillo principal de su próximo tercer álbum de estudio. El 24 de abril de 2020, Lloyd estrenó el sencillo "Lost" junto con el vídeo musical. El 17 de enero de 2025, estrenó su nuevo sencillo «Head Down», junto con un nuevo vídeo musical.

## Imagen
Su estilo de música es generalmente contemporáneo R&B, sin embargo, su música tiene una característica de hip hop, dubstep, RAP, electropop, synthpop, dance-pop, bubblegum-pop y pop en algunas de sus canciones. Lloyd canta en el soprano rango.

### Influencias artísticas
Lloyd reveló en una entrevista que ella es una fan de Dolly Parton y The Beatles. Lloyd fue inspirada por la rapera Nicki Minaj, quien dijo que "ha cambiado la música pop", y agregó que "nadie estaba haciendo lo que estaba haciendo y, a continuación, ella vino y que era un poco de una de esas cosas que la gente estaba como, '¡Whoa! Ella cambió la música pop". ¡Y lo hizo! No hay que negarlo".

## Vida personal
Tiene dos hermanas y un hermano. Admite haber sufrido bullying en la escuela por llevar 'ropa diferente', por su origen étnico y por escuchar música rap. 
En marzo de 2012, Lloyd anunció su compromiso con su novio de menos de un año, Craig Monk (nacido el 12 de diciembre de 1990), y se casó con este el 18 de noviembre de 2013.
El 24 de enero de 2018, en sus cuentas oficiales, dio a conocer que estaba embarazada. El 25 de mayo de 2018 nació su primogénita, una niña a la que llamaron Delilah-Rae Monk. En abril de 2023 confirmó su segundo embarazo. Su hija, Eliza Violet, nació el 9 de septiembre de 2023.

## Filmografía
| Año  | Título                                | Rol              | Notas                                        |
| ---- | ------------------------------------- | ---------------- | -------------------------------------------- |
| 2010 | The X Factor                          | Ella misma       | Participante, reality show de TV ITV         |
| 2011 | The X Factor                          | Ella misma       | Invitada 1 episodio, reality show de TV ITV  |
| 2012 | Make Your Mark: Shake It Up Dance Off | Ella misma/Jueza | Especial de TV Disney Channel                |
| 2012 | The X Factor                          | Ella misma       | Invitada 1 episodio, reality show de TV Fox  |
| 2013 | Big Time Rush                         | Ella misma       | Invitada 1 episodio, serie de TV Nickelodeon |

## Discografía
- 2011: Sticks + Stones
- 2014: Sorry I'm Late
- 2025: TBA

## Giras
Como acto principal
- 2012: "Sticks and Stones Tour"
- 2013: "I Wish Tour"

Como acto de apertura
- 2011: "X Factor Tour 2011"
- 2012: "Whatever World Tour" (Hot Chelle Rae)
- 2013: "Red Tour" (Taylor Swift)
- 2014: "The Neon Lights Tour" (Demi Lovato)

## Premios y nominaciones
| Año  | Premios                   | Trabajo nominado                                 | Categoría                    | Resultado | Ref    |
| ---- | ------------------------- | ------------------------------------------------ | ---------------------------- | --------- | ------ |
| 2011 | UK Music Video Awards     | «Swagger Jagger»                                 | Premio de la Gente           | Nominada  | [ 19 ] |
| 2013 | Radio Disney Music Awards | Cher Lloyd                                       | Mejor artista femenina       | Nominada  | [ 20 ] |
| 2013 | Radio Disney Music Awards | Cher Lloyd                                       | Famosa más graciosa          | Nominada  | [ 20 ] |
| 2013 | Radio Disney Music Awards | «Want U Back»                                    | Canción del año              | Nominada  | [ 20 ] |
| 2013 | Radio Disney Music Awards | «Want U Back»                                    | Mejor canción "Hit The Road" | Nominada  | [ 20 ] |
| 2013 | MTV EMA's                 | Cher Lloyd                                       | Mejor Artista Nuevo          | Nominada  | [ 21 ] |
| 2014 | Teen Choice Awards        | «Really Don't Care» by Demi Lovato ft Cher Lloyd | Canción de Ruptura           | Nominada  | [ 22 ] |
| 2014 | Teen Choice Awards        | «Really Don't Care» by Demi Lovato ft Cher Lloyd | Canción de Verano            | Ganadora  | [ 22 ] |
| 2014 | MTV Video Music Awards    | «Really Don't Care» by Demi Lovato ft Cher Lloyd | Mejor Lyric                  | Nominada  | [ 23 ] |
| 2014 | Young Hollywood Awards    | «Really Don't Care» by Demi Lovato ft Cher Lloyd | Canción del Verano           | Nominada  | [ 24 ] |
| 2014 | Premios Shorty            | Cher Lloyd                                       | Mejor Cantante               | Nominada  |        |
| 2015 | Radio Disney Music Awards | «Really Don't Care» by Demi Lovato ft Cher Lloyd | Mejor Canción de Ruptura     | Nominada  | [ 25 ] |
| 2015 | Radio Disney Music Awards | «Really Don't Care» by Demi Lovato ft Cher Lloyd | Mejor colaboración           | Ganadora  | [ 25 ] |